# Nils Ekström
Nils Ekström, född 18 oktober 1732 g.s. i Tryserums socken, död 23 januari 1791 på gården Kvissberg vid Vadstena, var en svensk inspektor över ett flertal större frälsegods samt lantbrukare.

## Biografi
Nils föddes som son till båtsman Torsten Olofsson Bråttom (1695-1769), och blev sedermera utnämnd till inspektor på riksrådet Carl Gustaf Gammal Ehrenkronas gods Hulterstad och Biskops-Motala i Östergötland.
Han gifte sig den 25 november 1770 med Lovisa Ulrika Köhler som var dotter till kyrkoherden Johan Köhler och dennes hustru Catharina Retzius. Paret fick bland annat sonen Johan Israel som 1827 adlades af Ekström och var livmedikus till prinsessan Sofia Albertina samt överläkare vid Serafimerlasarettet.
Nils dog den 23 januari 1791 på sin gård Kvissberg utanför Vadstena. Hans bouppteckning förrättades där den 26 maj samma år och summerade totalt 2720 riksdaler. Detta motsvarar omkring 40 miljoner kronor i löneprisindex 2023.